# Tale of the Nine Tailed
Tale of the Nine Tailed (Hangul: 구미호뎐; RR: Gumihodyeon), es una serie de televisión surcoreana emitida del 7 de octubre al 3 de diciembre de 2020, a través de tvN.

## Sinopsis
La historia sigue al irresistible e inteligente Lee Yeon, el mítico zorro de nueve colas conocido como kumiho, quien acaba de establecerse en la ciudad. Capaz de transformarse en un humano, decide limpiar a los espíritus humanos mientras crea estragos.
Mientras tanto, Nam Ji-ah es una humana cuyo programa actual presenta mitos urbanos. Es una persona dedicada y decidida a no detenerse ante nada para asegurar un tema inusual, sino peligroso para el programa. Cuando conoce a Lee Yeon, inmediatamente se siente atraída hacia él, sin embargo su crueldad la hace dudar de que él sea de este mundo.
Por otro lado, Lee Rang es el cautivador medio hermano de Lee Yeon, es conocido por ser el más peligroso de todos los kumihos que viven entre los humanos. A pesar de que él mismo es mitad humano, alberga un profundo desprecio por todas la personas y como deporte desata su destreza seductora sobre cada uno de ellos prometiéndoles concederles sus deseos mientras los engaña para que paguen un alto precio por sus deseos terrenales.

## Reparto[2]

### Personajes principales
| Actor                 | Personaje              | N.º de episodios | Notas |
| --------------------- | ---------------------- | ---------------- | --- |
| Lee Dong-wook         | Lee Yeon               | 16               | Es un kumiho, un mítico zorro de nueve colas que alguna vez gobernó como el dios viviente de las montañas de Baekdudaegan, pero que ahora trabaja como un funcionario público entre el mundo de los vivos y el inframundo. Cuando conoce a Nam Ji-ah se sorprende al ver que es la viva imagen de Ah-eum, la mujer que amo y perdió en el pasado. Poco a poco la pareja se acerca y comienzan a salir, más tarde finalmente se casan. |
| Jo Bo-ah Park Da-yeon | Nam Ji-ah / Lee Ah-eum | 16 1-2, 5, 8, 10 | Es la directora de producción del programa "Finding Urban Legends", una empresa de radiodifusión que actualmente presenta mitos urbanos. Cuando conoce a Lee Yeon se siente atraída hacia él y más tarde la pareja se casa. |
| Kim Bum Lee Joo-won   | Lee Rang               | 16 5, 7-9, 16    | Es un kumiho y el medio hermano de Lee Yeon. Es muy buen amigo de Ki Yoo-ri, a quien aprecia y protege. Es un hombre peligroso que alberga un profundo desprecio por los humanos a pesar de vivir entre ellos. A pesar de esto, poco a poco logra recuperar su alma y finalmente se da cuenta de que tiene una familia en Lee Yeon, Kim Yoo-ri, Kim Soo-oh y Koo Shin-joo. Más tarde Lee Rang da su vida, para salvar a Lee Yeon, lo que deja destrozados a sus seres queridos. Poco después Lee Rang reencarna y se reencuentra con Lee Yeon. |
| Kim Yong-ji           | Ki Yoo-ri              | 16               | Es una kumiho y la leal seguidora de Lee Rang. Como humana es directora de una gran tienda departamental. Debido a que en el pasado fue maltratada por un cuidador de zoológicos, tiene una cicatriz en su pecho que no le gusta que los demás vean. Lee Rang la salvó del maltrato, asesinando al cuidador y desde entonces Yoo-ri lo ha seguido. Más tarde se casa con Koo Shin-joo. Luego de la muerte de Lee Rang queda destrozada. |
| Hwang Hee             | Koo Shin-joo           | -                | Es un kumiho y el leal súbito de Lee Yeon. Como humano trabaja como veterinario. Cuando conoce a Ki Yoo-ri comienza a demostrarle empatía y poco a poco se enamora de ella. Más tarde la pareja se casa. |

### Personajes secundarios
| Actor                   | Personaje        | N.º de episodios | Notas |
| ----------------------- | ---------------- | ---------------- | --- |
| Kim Jung-nan            | Tal Eui-pa       | -                | |
| Ahn Kil-kang            | Hyun Eui-ong     | -                | |
| Lee Tae-ri Kim Tae-yeol | Imoogi ("Terry") | 7-16 5-7         | |
| Joo Suk-tae             | Mr. Choi         | -                | Es el líder de equipo de la estación de radiodifusión "TVC Station". |
| Jung Yi-seo             | Kim Sae-rom      | -                | Es una joven empleada de la estación de radiodifusión "TVC Station". |
| Kim Kang-min            | Pyo Jae-hwan     | -                | Es un joven empleado de la estación de radiodifusión "TVC Station" y el asistente del director de producción. |
| Um Hyo-sup              | -                | 3-5-             | Es un asociado de Lee Rang y el presidente de "TVC Station". |
| Kim Hee-jung            | Lee Young-sun    | -                | Es la madre de Nam Ji-ah. |
| Song Young-kyu          | Nam Jong-soo     | -                | Es el padre de Nam Ji-ah. |
| Jung Si-yool            | Kim Soo-oh       | 1, 7-16          | Es un niño que se encuentra en el parque, poco después se revela que en realidad es la reencarnación humana de la querida mascona de Lee Rang. Luego de ser abandonado por su padrastro, comienza a vivir con Lee Rang, Ki Yoo-ri y Koo Shin-joo, quienes se convierten en su familia.                                                               |
| Jang Won-hyung          | Det. Baek Si-woo | 1, 4, 10, 13-14  | Es un detective. |
| Kim Soo-jin             | Bok Hye-ja       | -                | Es la dueña del "The Snail Bride Restaurant" donde suelen cenar Lee Yeon y el equipo de Nam Ji-ah en la estación de TVC. Conoce a todos los seres sobrenaturales del mundo. Es una viuda que vive desde hace cientos de años, cuyo marido fue devorado por un tigre a través del truco del Espíritu de la Oscuridad sobre el mayor miedo de alguien. |

### Otros personajes
| Actor           | Personaje      | Episodios donde apareció | Notas                                                          |
| --------------- | -------------- | ------------------------ | -------------------------------------------------------------- |
| Lee Jung-min    | -              | 1                        | Es una novia que esconde su verdadera naturaleza.              |
| Lee Taek-geun   | -              | 1                        | Es el novio.                                                   |
| Son Dong-hwa    | -              | 1                        | Es el vecino del novio.                                        |
| Chu Ye-jin      | Jung Soo-young | 1                        |                                                                |
| Jang Eui-don    | -              | 1-2                      | Es un pasajero del autobús.                                    |
| Yoon Tae-hee    | -              | 1-2                      | Es una pasajera del autobús.                                   |
| Lee Shi-young   | -              | 1-2                      | Es una pasajera del autobús.                                   |
| Kim Hwan-young  | -              | 2                        | Es el hijo de uno de los pasajeros del autobús.                |
| Son Woo-hyun    | Jung Hyun-woo  | 2, 9, 16                 | Es un guardia de seguridad.                                    |
| Yu Jun-won      | -              | 2                        | Es un miembro de la familia en la funeraria.                   |
| Ji Heon-il      | Jin-shik       | 2-3                      |                                                                |
| Jang Yong-chul  | -              | 2-3                      | Es un pescador.                                                |
| Keum Dong-hyun  | -              | 2-3                      | Es un pescador.                                                |
| Kim Kwi-seon    | -              | 2-3                      | Es el capitán del barco de pesca.                              |
| Joo Boo-jin     | -              | 2-3                      | Es una abuela de la isla.                                      |
| Park Seung-tae  | -              | 2-3                      | Es una abuela de la isla.                                      |
| Kim Sun-yool    | -              | 2-3                      | Es el espíritu de una joven en la montaña.                     |
| Kim Young-sun   | -              | 2-3                      | Es una chamán.                                                 |
| Maeng Bong-hak  | Seo Ki-chang   | 2-3                      |                                                                |
| Do Yeo-jin      | Seo Pyung-hee  | 2-4                      | Es la hija de Seo Ki-chang                                     |
| Choi Seung-il   | -              | 4                        | Es el padre de Ki Yoo-ri.                                      |
| Oh Jung-won     | -              | 4                        | Es la madre de Ki Yoo-ri.                                      |
| Choi Sung-woong | -              | 4                        | Es el encargado de la seguridad en la funeraria.               |
| Lee Ye-bit      | Min-seo        | 4-5                      | Es una pequeña en la funeraria.                                |
| Jung Ah-young   | Yun-seo        | 4-5                      | Es una pequeña en la funeraria.                                |
| Park Noh-shik   | -              | 5                        | Es el padre de Min-seo y Yun-seo.                              |
| Kim Nak-kyun    | -              | 5                        | Es el tío de Min-seo y Yun-seo.                                |
| Jang Young-hyun | -              | 5                        | Es un vendedor de relojes.                                     |
| Jo Hyun-im      | -              | 5                        | Es una niñera.                                                 |
| Seo Jin-won     | Seo Hwan-ho    | 5                        |                                                                |
| Noh Sung-eun    | No Hae-sung    | 5                        |                                                                |
| Han Chang-heon  | Han Tae-soo    | 5                        |                                                                |
| Im Ki-hong      | -              | 6, 16                    | Es un adivino.                                                 |
| Han Sang-jo     | -              | 6                        | Es un goblin.                                                  |
| Shin Ji-yeon    | -              | 7, 12                    | Es una niñera.                                                 |
| Park Soo-yeon   | -              | 7-9                      | Es la madre de Lee Rang.                                       |
| Kim Young-sun   | Psiq. Choi     | 8                        | Es una psiquiatra.                                             |
| Shim So-young   | Eo Duk-sini    | 8-9                      | Es la espíritu de la oscuridad, una mujer que toma jugo verde. |
| Jun Eun-mi      | -              | -                        | Es una comerciante.                                            |
| Kim Hyo-myung   | -              | 11                       | Es el padre de Kim Soo-oh.                                     |
| Kim Ha-eon      | -              | 16                       | Es un niño que acosa a la encarnación de Lee Rang.             |
| Choi Yoon-woo   | -              | 16                       | Es un niño que acosa a la encarnación de Lee Rang.             |

### Apariciones especiales
| Actor          | Personaje              | Episodios donde apareció | Notas |
| -------------- | ---------------------- | ------------------------ | --- |
| Sunwoo Jae-duk | -                      | 8                        | Es el Rey. |
| Lee Kyu-hyung  | Gobernador / Moon Bear | 6, 15                    | Es uno de los cuatro espíritus de la montaña y mejor amigo de Lee Yeon. Proporcionó una pista crucial sobre la desaparición de los padres de Nam Ji-ah. |
| Woo Hyun       | -                      | 1, 5                     | Es un hombre borracho y misterioso con el que Nam Ji-ah se encuentra en la parada del autobús.                                                          |

## Episodios
La serie está conformada por dos temporadas de 16 episodios, los cuales, de la primera temporada, fueron emitidos todos los miércoles y jueves a las 22:50 (KST).
La serie tiene un spin-off titulado Tale of the Nine-Tailed: The Untold Story.

### Ratings
Los números en color rojo indican las calificaciones más bajas, mientras que los números en azul indican las calificaciones más altas.
| Ep.      | Título                                   | Fecha de emisión        | Participación promedio de audiencia | Participación promedio de audiencia |
| Ep.      | Título                                   | Fecha de emisión        | Nacional                            | Seúl                                |
| -------- | ---------------------------------------- | ----------------------- | ----------------------------------- | ----------------------------------- |
| 1        | The Incident That Occurred On Yeou Gogae | 7 de octubre de 2020    | 5.804% (1.ª)                        | 6.479% (1.ª)                        |
| 2        | I've Been Waiting for You                | 8 de octubre de 2020    | 5.557% (1.ª)                        | 6.222% (1.ª)                        |
| 3        | The Secret of the Dragon King            | 14 de octubre de 2020   | 5.588% (1.ª)                        | 5.988% (1.ª)                        |
| 4        | Verge of Death                           | 15 de octubre de 2020   | 5.511% (1.ª)                        | 6.075% (1.ª)                        |
| 5        | I Also Waited For You                    | 21 de octubre de 2020   | 5.100% (1.ª)                        | 5.352% (1.ª)                        |
| 6        | Four Pillars of Destiny                  | 22 de octubre de 2020   | 4.962% (1.ª)                        | 5.800% (1.ª)                        |
| 7        | The Trap of Samsara                      | 28 de octubre de 2020   | 4.789% (1.ª)                        | 5.433% (1.ª)                        |
| 8        | Reincarnation                            | 29 de octubre de 2020   | 5.137% (1.ª)                        | 5.666% (1.ª)                        |
| 9        | Spirit of Darkness                       | 4 de noviembre de 2020  | 5.115% (1.ª)                        | 5.623% (1.ª)                        |
| 10       | Deja-vu                                  | 5 de noviembre de 2020  | 4.735% (1.ª)                        | 4.539% (1.ª)                        |
| 11       | Ground Cherries                          | 11 de noviembre de 2020 | 4.863% (1.ª)                        | 5.010% (1.ª)                        |
| 12       | Catch the Tail                           | 12 de noviembre de 2020 | 5.318% (1.ª)                        | 5.828% (1.ª)                        |
| 13       | The Other Imoogi                         | 25 de noviembre de 2020 | 5.195% (1.ª)                        | 6.275% (1.ª)                        |
| 14       | Dead End                                 | 26 de noviembre de 2020 | 5.160% (1.ª)                        | 5.923% (1.ª)                        |
| 15       | Without Knowing Imoogi’s Plan            | 2 de diciembre de 2020  | 5.224% (1.ª)                        | 6.082% (1.ª)                        |
| 16       | The Rewritten Tale of the Nine Tailed    | 3 de diciembre de 2020  | 5.785% (1.ª)                        | 6.436% (1.ª)                        |
| Promedio | Promedio                                 | Promedio                | 5.286%                              | 5.810%                              |

## Música
El OST de la serie está conformado por las siguientes canciones:

### Parte 1
| N.º | Intérprete             | Canción             | Letra  | Música        | Duración |
| --- | ---------------------- | ------------------- | ------ | ------------- | -------- |
| 1   | Kim Jong-wan (de Nell) | "Blue Moon"         | Jayins | Jayins y Naiv | 3:37     |
| 2   |                        | "Blue Moon" (Ints.) | -      | Jayins y Naiv | 3:37     |

### Parte 2
| N.º | Intérprete | Canción                 | Letra  | Música | Duración |
| --- | ---------- | ----------------------- | ------ | ------ | -------- |
| 1   | Shownu     | "I'll Be There"         | Dailog | Dailog | 3:28     |
| 2   |            | "I'll Be There" (Ints.) | -      | -      | 3:28     |

### Parte 3
| N.º | Intérprete | Canción                                  | Letra                              | Música                                      | Duración |
| --- | ---------- | ---------------------------------------- | ---------------------------------- | ------------------------------------------- | -------- |
| 1   | LYn        | "Moonchild Ballad" (월아연가 (月兒戀歌)) | DANI, Park Geun-chul y Jung Su-min | Hong Dae-sung, Park Geun-chul y Jung Su-min | 4:23     |
| 2   |            | "Moonchild Ballad" (Ints.)               | -                                  | Hong Dae-sung, Park Geun-chul y Jung Su-min | 4:23     |

### Parte 4
| N.º | Intérprete | Canción                                                                   | Letra                              | Música                       | Duración |
| --- | ---------- | ------------------------------------------------------------------------- | ---------------------------------- | ---------------------------- | -------- |
| 1   | Yang Da-il | "Diary of Dawn" (새벽일기)                                                | DANI, Park Geun-chul y Jung Su-min | Park Geun-chul y Jung Su-min | 4:45     |
| 2   |            | "Diary of Dawn" (Inst.)                                                   | -                                  | Park Geun-chul y Jung Su-min | 4:45     |
| 3   |            | "The Legend of the Fox-Tale of the Nine Tailed Opening Title" (여우 전설) | -                                  | Hong Dae-sung                | 1:00     |
| 4   |            | "Moonchild Ballad - Score Version" (월아연가)                             | -                                  | Hong Dae-sung                | 4:17     |
| 5   |            | "Parting at the River of Three Crossings" (삼도천의 이별)                 | -                                  | Hong Dae-sung                | 5:15     |
| 6   |            | "The Fox's Wedding Day (Lee Yeon Theme Song)" (여우가 시집 가는 날)       | -                                  | Hong Dae-sung                | 1:34     |
| 7   |            | "The Uninvited" (불청객)                                                  | -                                  | Hong Dae-sung                | 3:12     |
| 8   |            | "I Waited For You" (나는 너를 기다렸어)                                   | -                                  | Hong Dae-sung                | 1:26     |
| 9   |            | "The Nine Tailed Fox" (구미호)                                            | -                                  | Hong Dae-sung                | 1:44     |
| 10  |            | "Lightning Bugs" (반딧불이)                                               | -                                  | Hong Dae-sung                | 2:53     |

### Parte 5
| N.º | Intérprete    | Canción                            | Letra        | Música       | Duración |
| --- | ------------- | ---------------------------------- | ------------ | ------------ | -------- |
| 1   | Sung Si-kyung | "Leaning On You" (비스듬히 너에게) | Shim Hyun-bo | Shim Hyun-bo | 4:02     |
| 2   |               | "Leaning On You" (Ints.)           | -            | Shim Hyun-bo | 4:02     |

### Parte 6
| N.º | Intérprete          | Canción                                                 | Letra                              | Música                             | Duración |
| --- | ------------------- | ------------------------------------------------------- | ---------------------------------- | ---------------------------------- | -------- |
| 1   | Hynn (Park Hye-won) | "Love Already Bloomed in My Heart" (그대가 꽃이 아니면) | Howl, Park Geun-chul y Jung Su-min | Park Geun-chul, Jung Su-min y Howl | 3:42     |
| 2   |                     | "Love Already Bloomed in My Heart" (Ints.)              | -                                  | Park Geun-chul, Jung Su-min y Howl | 3:42     |

### Parte 7
| N.º | Intérprete           | Canción                | Letra       | Música      | Duración |
| --- | -------------------- | ---------------------- | ----------- | ----------- | -------- |
| 1   | YooA (de Oh My Girl) | "Stay With Me"         | Dinner Coat | Dinner Coat | 3:27     |
| 2   |                      | "Stay With Me" (Ints.) | -           | Dinner Coat | 3:27     |

### Parte 8
| N.º | Intérprete           | Canción              | Letra | Música | Duración |
| --- | -------------------- | -------------------- | ----- | ------ | -------- |
| 1   | Miyeon (de (G)I-DLE) | "My Destiny"         | -     | -      | -        |
| 2   |                      | "My Destiny" (Ints.) | -     | -      | -        |

## Producción
Fue desarrollada por Studio Dragon.
La serie también es conocida como Tale of Gumiho, Chasing the Nine-Tailed Fox y The Tale of the Nine-Tailed Fox.
La dirección estuvo a cargo de Kang Shin-hyo (강신효), quien contó con el apoyo del guionista Han Woo-ri (한우리). Mientras que la producción fue realizada por Park Jin-hyung y Park Seung-woo, junto al productor ejecutivo Kim Young kyu.
La primera lectura del guion fue realizada en abril de 2020.
La serie también contó con el apoyo de la compañía de producción HOW Pictures.
A finales de septiembre de 2021, se anunció que se estaban llevando a cabo pláticas para crear una nueva temporada de la serie. Un representante de tvN declaró: “actualmente estamos teniendo discusiones positivas sobre una segunda temporada de 'Tale of the Nine-Tailed'. No se ha finalizado nada sobre la alineación del elenco o los detalles de la transmisión. Estamos planeando 16 episodios en la segunda temporada, y el director de la primera temporada, Kang Shin-hyo, estará a cargo de la dirección nuevamente". En octubre del mismo año, se anunció que la actriz Kim So-yeon estaba en plática para unirse al elenco principal de la segunda temporada.

### Distribución internacional
La serie está disponible con subtítulos en varios idiomas en iQIYI en el sudeste asiático y Taiwán. Y para una audiencia internacional en Viki Rakuten.